# Johann Theodor Jablonski
Johann Theodor Jablonski (* 15. Dezember 1654 wahrscheinlich in Danzig; † 28. April 1731 in Berlin) war ein deutscher evangelischer Pädagoge und Lexikograf sowie Hofrat. Er gab 1721 mit dem Allgemeinen Lexikon der Künste und Wissenschaften das erste alphabetische universale Nachschlagewerk Deutschlands heraus.

## Leben
Sein Vater war der aus Jablůnka in der Mährischen Walachei gebürtige Prediger Figulus, der seinen Namen nach seinem Geburtsort geändert hatte, weil er als Bischof der Böhmischen Brüder mehrfach verfolgt worden war. Er hatte Asyl in Danzig gefunden.
Johann Theodor Jablonski kam schon früh nach Amsterdam und wurde dort von seinem Großvater, dem großen Pädagogen Johann Amos Comenius bis 1669 erzogen. Nach dessen Tod kehrte er 1670 nach Deutschland zurück und wurde Schüler des Joachimsthalschen Gymnasiums in Berlin. 1672 studierte er an der Albertina in Königsberg und ging dann an die Viadrina in Frankfurt an der Oder, wo er bis 1674 seine Studien fortsetzte. Zusammen mit seinem Bruder Daniel Ernst Jablonski unternahm er 1680 eine Reise in die Niederlande und nach England.
1687 wurde er Sekretär der mit dem Fürsten Radziwiłł verheirateten Prinzessin Marie Eleonore von Anhalt-Dessau, Tochter des Fürsten Johann Georg II., und folgte ihr nach Polen. Schon bald danach, wahrscheinlich nach dem Tode des Fürsten Radziwill 1689, nahm er die gleiche Stelle bei Herzog Heinrich von Sachsen-Weißenfels-Barby an. Schließlich ging er im Jahre 1700 nach Berlin zurück und wurde dort einerseits Erzieher des Kurprinzen Friedrich Wilhelm und andererseits Sekretär bei der Kurfürstlich Brandenburgischen Societät der Wissenschaften, die sein Bruder zusammen mit Gottfried Wilhelm Leibniz im selben Jahr gegründet hatte.
Jablonski war zuletzt königlich-preußischer Hofrat zu Berlin.

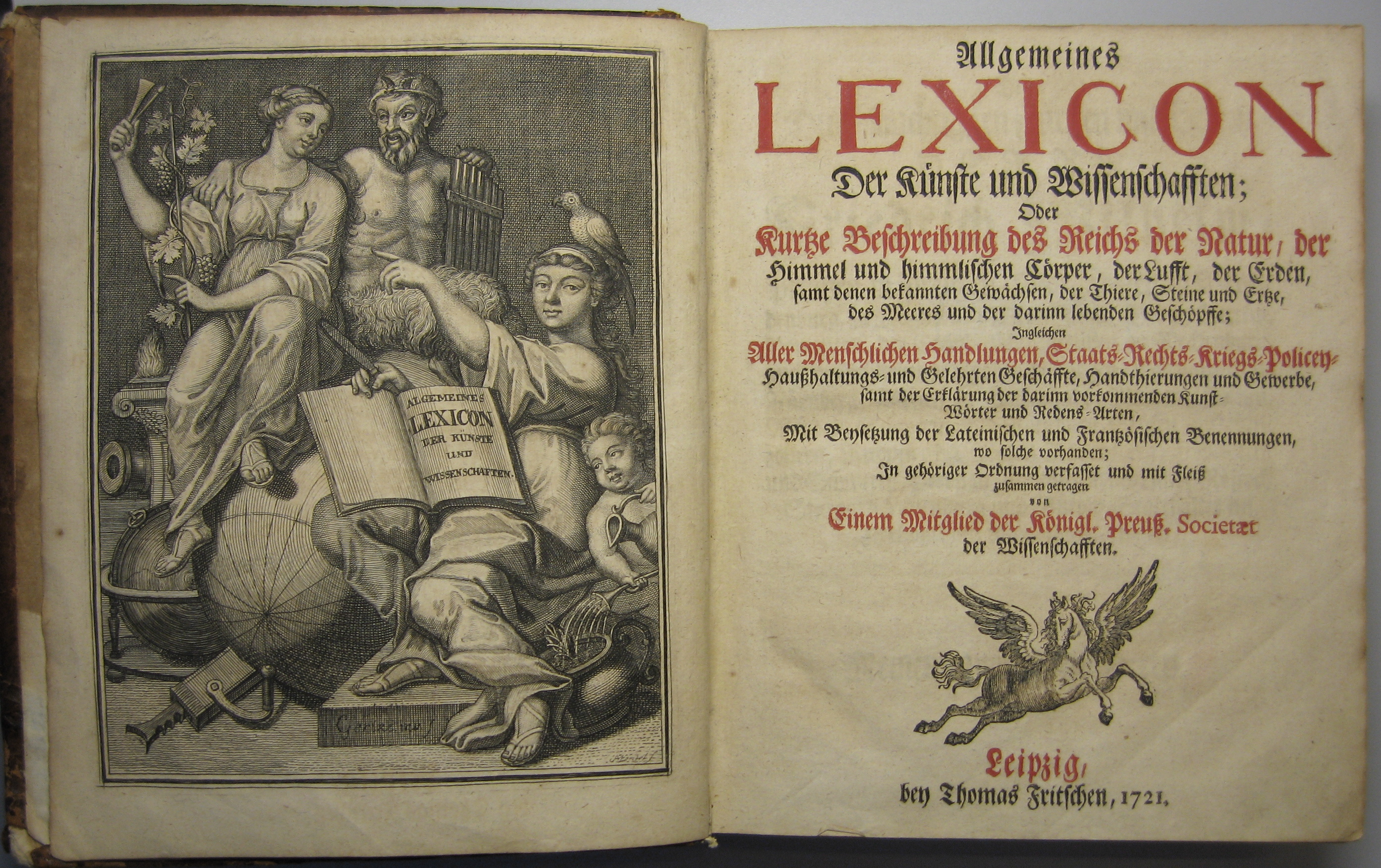
Allgemeines Lexicon der Künste und Wissenschafften, Titelkupfer und Titelblatt der ersten Auflage, Leipzig 1721

## Werke
Jablonskis Werke entsprangen seiner pädagogischen Haupttätigkeit. Sein Hauptwerk ist das Allgemeine Lexikon der Künste und Wissenschaften, ein Reallexikon, das 1721 erschien.
In den Jahren 1711–1712 veröffentlichte er unter dem Pseudonym Pierre Rondeau ein französisch-deutsches und deutsch-französisches Wörterbuch sowie eine Grammatik der französischen Sprache. Weiterhin übersetzte er bis 1724 die Schrift De moribus Germanorum (die „Germania“) des Tacitus und schrieb für den preußischen Prinzen eine Ethik (eine 1715 erschienene christliche Tugendlehre zum Privatgebrauch).